# Rede Transamérica
Rede Transamérica (também chamada de Rede Transamérica de Comunicação) é uma rede de rádio comercial brasileira com programação voltada ao entretenimento e transmissões esportivas, pertencente ao Grupo Camargo de Comunicação. A rede foi estabelecida a partir da inauguração da Transamérica FM de Recife e, posteriormente, da Transamérica FM de Brasília, ambas em 1976. Além delas a emissora conta com sua geradora na cidade de São Paulo e filiais nas cidades do Rio de Janeiro, Belo Horizonte e Curitiba. A rede contava com uma filial em Salvador até julho de 2024.
Por décadas, a Transamérica esteve voltada ao estilo jovem, passando por diversas vertentes musicais (pop, rock, hip hop, etc). Entre 1999 e 2019, a rede foi dividida e passou a ser conhecida pelas vertentes Pop (voltada ao público jovem, de estilo pop), Hits (voltada ao segmento popular) e Light (voltada ao segmento adulto contemporâneo). Com o rápido crescimento da portadora popular, a Rede Transamérica se tornou a maior rede de rádios do pais (neste segmento). Desde agosto de 2019, a rede voltou a ser unificada e passou a ser formatada para o público jovem/adulto-contemporâneo (focada em música pop/rock), com atuação na área esportiva.

## História

Anúncio publicado no jornal Diário do Paraná em 17 de fevereiro de 1977, divulgando a estreia da Transamérica FM de Curitiba. Outros anúncios semelhantes foram publicados na mesma época para divulgar os lançamentos das demais filiais.

### 1976-1985: Primeiros anos
A Rádio Transamérica FM inicia suas atividades no dia 21 de agosto de 1976, com o lançamento da primeira emissora própria no Recife, sendo a primeira FM instalada na capital pernambucana e a primeira da região Nordeste do país. Com a estreia da emissora em Brasília, forma-se a Rede Transamérica de Rádio.
No começo, seu formato era de uma rádio musical adulto-contemporâneo, voltada para ouvintes das classes A e B com mais de 25 anos. Os módulos musicais eram compostos por três canções, sendo uma cantada (um sucesso da época), uma música de MPB e outra nostálgica ou orquestrada. Também era produzido o Informativo Transamérica, boletins curtos com informações da área econômica/financeira. Toda a programação era gravada em São Paulo no Estúdio Transamérica (conhecido também por ser espaço principal de gravação de jingles e comerciais, além de LPs de artistas reconhecidos) e enviada através de fitas de rolo para as filiais. Em agosto de 1978, a rede Transamérica FM já era considerada líder em audiência em quase todas as praças (com exceção da Transamérica FM do Rio de Janeiro), com filiais em São Paulo (cabeça de rede) e Curitiba.
A partir de 1979, a Rede Transamérica começou a declinar em audiência, principalmente em função do crescimento do dial FM nas praças em que atuava. Nesta época, trocou a programação musical e passou a se dedicar na dance music. No começo de 1980, teve seu primeiro atrito com o Ibope quando rompeu com a empresa e pediu para que a emissora fosse retirada de boletins e pesquisas por "discordar dos métodos e sistemas adotados [...] para aferir e informar sobre a audiência das rádios". Nessa época, lançou sua última filial própria em Salvador, na Bahia, e sua rede já contava com emissoras parceiras que recebiam conteúdo produzido pela Transamérica.

### 1985-1999: Investimento no público jovem e humor
Após implantação gradual, a Rede Transamérica já era segmentada ao público jovem em 1985. Nesta época, a programação gravada deixou de existir e deu espaço para programação local ao vivo em cada praça. Por orientação da rede, os programas deveriam seguir uma linha humorística, tornando-se marca registrada da Transamérica o "humor escrachado" e o deboche dos radialistas junto aos ouvintes. Também se popularizaram na época as paródias de canções de sucesso. A mudança teve impacto imediato no público e a audiência cresceu, fazendo com que a rede voltasse a disputar com as principais emissoras. Apesar do êxito, os locutores da Transamérica eram alvo constante de críticas por conta de piadas consideradas "grosseiras" ou "de gosto duvidoso". Em 1987, a Rede Transamérica passa a adotar identidade visual que marcou a emissora nos anos seguintes (um "T" estilizado na cor vermelha sobre um fundo amarelo).
Em janeiro de 1990, a Rede Transamérica inicia sua transmissão via satélite e faz seu primeiro investimento em esportes cobrindo a sua primeira Copa do Mundo, usando características e linguagem próprias e contando com seus locutores habituais como narradores das partidas. Em 1995, a rede lança uma nova filial em Belo Horizonte, após compra da Scalla FM. Apesar do êxito e do crescimento de afiliadas com a transmissão via satélite, a audiência volta a cair em diversas praças (também impulsionada pelo auge das rádios populares que investiam em axé, samba e pagode), o que motivou a rede a investir em novos gêneros musicais, como o rock nacional. Em 1997, a grade musical passa a adotar o formato atual com uma combinação de vários estilos musicais, como o rock, o reggae, o dance e a música pop.

### 1999-2019: Divisão em vertentes
No final da década de 1990, a Transamérica implementou uma estratégia de crescimento, com o lançamento de formatos diversificados de programação, transmitidos via satélite para públicos distintos. Com novas possibilidades artísticas, a emissora expandiu sua atuação nacional através do sistema de franquias. Essa estratégia foi tomada por conta da fuga de afiliadas para formatos populares, que iniciaram seu auge a partir desta época. Em 1999, foi lançada a vertente Transamérica Light (de programação adulto-contemporâneo, tendo como primeira emissora a antiga Exclusiva FM de Curitiba). Em 2000 foi lançada oficialmente a Transamérica Pop, contando com emissoras que continuaram com a programação tradicional. Em 5 de junho de 2000, foi lançada a vertente popular Transamérica Hits. Em julho de 2000, o conglomerado fecha a compra do Grupo Exclusiva de Curitiba, incorporando a TV Exclusiva (que virou TV Transamérica), a Exclusiva FM (que já era afiliada à Transamérica Light, tornando-se oficialmente filial) e a Exclusiva Produtora. A emissora também passa a investir mais em esporte e em 2001 lança a Transamérica Esportes, equipe responsável pela transmissão de partidas de futebol e programas do gênero. Por não possuir emissoras próprias, a equipe tem espaço na programação de rede em conjunto com a Transamérica Hits e Pop, revezando em alguns momentos com a vertente Light nas jornadas esportivas. A equipe Transamérica Esportes possui atuação nas emissoras de São Paulo, Curitiba, Recife, Rio de Janeiro e Belo Horizonte, além de algumas afiliadas.
Apesar das divisões, a Rede Transamérica continuou por alguns anos a executar canções de ritmos variados em algumas vertentes, como música pop e rock nas versões Hits ou Pop. Em pouco tempo, a Transamérica Hits passou a ser a maior vertente da rede, aumentando o número de afiliados e conseguindo emissoras que estavam com a portadora Pop. Em 2006, já era considerada a maior rede de rádio popular do país. Das três vertentes, a Transamérica Light foi a que mais teve dificuldade para conseguir afiliados e pouco se expandiu pelo país, sendo extinta em 2018.
A Transamérica transmitiu nas 3 portadoras (Pop, Hits e Light) a Copa do Mundo FIFA Brasil 2014, de 12 de junho a 13 de julho, com os profissionais que são referência no jornalismo esportivo liderados por Eder Luiz e pelo Garotinho José Carlos Araújo. Nos últimos 10 anos a experiência com a marca Transamérica é realizada de forma mais intensa, através do meio digital com destaque para as redes sociais, utilizadas como forma de relacionamento e repercussão de seu conteúdo entre os seguidores.[carece de fontes?]

### 2019-presente: Mudança de estilo e reunificação
Em junho de 2019, a Rede Transamérica começa a implantar mudanças na programação da portadora Pop, transformando a programação musical e locução num estilo próximo ao adulto-contemporâneo. Em 3 de julho, a rede passou a unificar as portadoras Pop e Hits durante o horário da madrugada (entre 23h e 4h da manhã) com programação musical pop/rock, extinguindo o tradicional Clube da Insônia.
Confirmando um lançamento de uma nova fase em sua programação, a Transamérica dispensou no dia 12 de julho os locutores Gislaine Martins (Gerente Artística) e Ricardo Sam (Coordenador Artístico), que trabalhavam na emissora desde 1997 e eram reconhecidos na portadora Pop. Posteriormente, anunciou Luiz Augusto Alper como coordenador artístico da nova programação. Em 16 de julho, a Transamérica confirma mais mudanças na programação, anunciando a contratação de Pedro Trucão e o fim de programas como Desperta e Esporte de Primeira, além do novo formato definido como "jovem adulto contemporâneo", que segundo a rede tem crescido nos últimos anos.
No dia 22 de julho, a Transamérica confirmou o início da unificação das portadoras Hits e Pop de forma gradativa, retornando a forma de trabalho realizada antes da divisão em portadoras. Também foi confirmada que a nova programação musical será composta de sucessos do rock e pop (nacionais e internacionais), com objetivo atingir e atrair o público que está na faixa entre 25 e 49 anos. O comunicado cita que a unificação e adaptação das emissoras não será de forma abrupta, respeitando "os compromissos comerciais e artísticos assumidos individualmente, por parte das emissoras afiliadas" e que as afiliadas terão prazo máximo de 150 dias, contando a partir de 1.º de agosto. No mesmo dia em que o comunicado foi emitido, a rede também acabou com os programas Transalouca, Conectados e Sarcófago.
Em 5 de agosto, iniciou-se oficialmente os trabalhos da nova Rede Transamérica. A primeira emissora a aderir ao projeto foi a filial de Belo Horizonte, que retornou com o projeto "Pop" após 10 anos como uma emissora popular. A nova programação iniciou oficialmente às 4h da manhã, quando estreou o Trucão com o Pé na Estrada. A partir deste dia, todas as emissoras que trabalhavam como Transamérica Pop iniciaram fase de transição para o projeto, deixando de usar a nomenclatura em definitivo. Na mesma semana, outras três emissoras da portadora Hits também aderiram ao novo formato. Em setembro, mais 5 emissoras aderiram ao novo projeto, ao mesmo tempo que outras afiliadas anunciaram afiliações com a Band FM e Clube FM (que iniciou processo de rede via satélite). Em dezembro de 2019, a Transamérica estreou um novo pacote de vinhetas, repaginado por Fernando Deeplick. São vinhetas que remetem ao clássico pacote utilizado pela Rede Transamérica no início dos anos 90.

#### 2020: Parceria com a CNN Brasil e rearranjo da rede
Em agosto de 2020, a rede anuncia uma parceria com o canal CNN Brasil para a produção de conteúdo jornalístico em horários pela manhã e pela noite além de boletins ao longo da programação, denominados Breaking News. A parceria se consolidou na chegada do formato da CNN Rádio ao Brasil. Este anúncio provocou um novo rearranjo na programação da rede, uma vez que a Transamérica iria passar a dedicar 7 horas diárias para transmissão de conteúdo jornalístico. A nova mudança também impactou na rede de afiliadas, que teve nova redução de emissoras que não aceitaram a perda da faixa local para a rede jornalística.
Em setembro, ainda durante o período de formatação da nova programação, a Transamérica anunciou afiliada em Aracaju. A estreia da Transamérica Aracaju, que ocorreu em 16 de novembro de 2020, marcou a primeira inauguração de afiliada desde a implantação do projeto jovem/adulto-contemporâneo. Ainda em setembro, a Transamérica e a CNN anunciam que a empresa RadioData iria ficar responsável pela expansão da rede de afiliadas do projeto CNN Rádio. Após alguns adiamentos devido a questões técnicas, a estreia da CNN Rádio na grade da Rede Transamérica aconteceu em 13 de outubro de 2020. No entanto, devido ao processo de adaptação da rede, alguns afiliados seguiram transmitindo uma programação musical gerada a partir de São Paulo. Por conta disso, a CNN Rádio era restrita as filiais da Rede Transamérica e afiliadas selecionadas. A transmissão da CNN Rádio passou a ser obrigatória na rede a partir de 1.º de janeiro de 2021. Em 15 de dezembro de 2023, após 3 anos, a parceria com CNN é encerrada.
Em março de 2021, o programa Trucão com o Pé na Estrada deixou a grade da Transamérica e estreou na Massa FM.
Em 20 de abril de 2022, a empresa de transporte via aplicativo, Uber, fechou uma parceria com a Transamérica para realização do programa Rádio Uber. Um programa que visa aproximar o motorista e as novidades que acontecem na plataforma e assuntos que envolvam o motorista, além de tocar música e ter dicas de segurança e finanças.
Em maio de 2024, a emissora passou por novo reposicionamento na locução, na plástica e na parte artística em que passou a adotar o formato musical adulto/pop. A mudança atingiu a rede inteira (filiais e afiliadas).
Em 11 de julho de 2024, a Transamérica Salvador foi vendida para o Grupo Aratu, responsável pela Rádio Cultura de Guanambi, o website Aratu On, as empresas de mídia exterior Ei! e Brasília, Chaves Outdoor e pela TV Aratu, afiliada do SBT na Bahia. Em 16 de agosto, a emissora que pertencia a Rede Transamérica passa a transmitir a Antena 1 na capital baiana. Em 3 de fevereiro de 2025, a rede foi vendida para Grupo Camargo de Comunicação, a venda foi formalizada no dia 31 de janeiro.
, o negócio depende da aprovação pelo CADE.

## Prêmios
Em sua trajetória de sucesso, pelo quarto ano consecutivo a Transamérica recebeu em 2012 mais uma premiação da APCA (Associação Paulista dos Críticos de Arte), que ressalta a qualidade e diversidade de seu conteúdo. O prêmio foi para o quadro humorístico “Rachando o Bico”, idealizado e interpretado por Alexandre Porpetone.[carece de fontes?]
Em 2011, a emissora se destacou com o “Papo de Craque” na categoria “Melhor programa esportivo”.[carece de fontes?]
Já em 2010, foi a vez do programa “Segunda-Feira Sem Lei”, comandado por Pitty e Daniel Weskler, vencer o prêmio na categoria “Programa Revelação”.[carece de fontes?]
Em 2009, o “Galera Gol” comandado por Thomaz Rafael ganhou o prêmio na categoria “Melhor Programa de Humor”.[carece de fontes?]